# La Loumia
La Loumia est une petite ville et sous-préfecture dans le département Chari du Tchad.